# Geometra subrigua
Geometra subrigua là một loài bướm đêm trong họ Geometridae.